# Технопротест
«Технопротест» («Рейв-протест», «Рейв у парламента») — акция протеста, прошедшая в мае 2018 года в Тбилиси перед зданием парламента, поводом для которой стало недовольство действиями спецназа в местных клубах. В рейве приняли участие десять тысяч человек.
12 мая полиция Грузии провела обыски в нескольких ночных клубах Тбилиси, все люди были эвакуированы. Эта операция была связана с участившимися случаями смерти молодых людей от наркотиков; всего было задержано около 70 человек.
После этого недовольные действиями спецназа горожане вышли на протест к зданию парламента: они установили на улице звуковую аппаратуру и устроили вечеринку с диджеем и танцами.
Официальные источники назвали майские события революцией наркоманов и секс-меньшинств. Два дня на площади играли электронные диджеи, чьи выступления в клубах не состоялись из-за спецоперации.
К демонстрантам вышел глава МВД Георгий Гахария, призвал к мирному разрешению конфликта, извинился перед протестующими и пообещал разобраться с жалобами на действия полицейских.
Арестованных отпустили. Через две недели открылись все клубы.
Конопля в Грузии разрешена законом для личного употребления.

## «Рейв у парламента»
По этим событиям был снят фильм «Рейв у парламента» (англ. «Raving riot») — режиссёрский дебют Степана Поливанова.